# Dialeto de prestígio
Um dialecto de prestígio é o dialecto falado pelas pessoas mais prestigiadas de uma comunidade linguística que é suficientemente grande para manter mais do que um dialecto. O estudo do prestígio no uso da língua é um tema importante na sociolinguística.